# 上瀧満
上瀧満（シャウロンマン）は僧侶並びに日本の(占術）鑑定家。1967年6月20日、山梨県富士吉田市河口湖町生まれ。
心相氣学瀧派上瀧院を継承し三重県名張市に道場を構える。 1986年に台北西門帖に構える台北天后宮(日本統治時代の)弘法寺にて出家して僧侶になった阿闍梨瀧氏に出会い導かれる様に促され得度を得た後に 受明灌頂 、 伝法灌頂 を授かり風水学、人相学、観相学手相学を学び、木屋黄金瀧の不動明王霊場、本山霊場の伊賀瀧ノ不動明王にて険得を得る。修練場所として先の各霊場と共に沖縄県平安座島竜宮神、ジャネー洞、古宇利島竜宮神に於いても修練祈祷を行い、伊賀瀧ノ不動明王信徒会直門弟子達に教えを授け（門外弟子27名）の活動に伴い御師としても日々台湾、台北、韓国、関西　東北地方を行脚している。琉球修練を共にした琉球王国時代の佐敷ノロの末裔野原家野原久美子とは兄弟弟子である
1961年（昭和36年）、佛大中退後(後に入学)大阪へ大阪モリタ建設へ入社。
1963年（昭和38年）、株式会社ライワ実業グループを経て平成元年に奈良 株式会社一心に移籍。株式投資取引を担当する。
1990年（平成2年）、飲食部課長に就任。
1991年（平成3年）、PP部次長。後にコングロマリットサービスに入社。
1993年（平成5年）、近畿ブロック代表マネージャーに就任。父親の経営する会社の不動産バブル期を過ぎての経営難に伴い伊賀に戻る。
1994年（平成6年）、債権者の意向を受けて 26歳の時に株式会社岡一不動産、岡一建設株式会社、有限会社オカイチの代表取締役に就任。不採算部門を切り離し得意分野のサービス業、コンサルタント業、人材育成サービスに会社をシフトチェンジさせ、ラウンジやBAR、カレーハウス、居酒屋、弁当店、食堂、コンサルタント併せて当時は18店を経営150名余りを雇用、オカイチグループを運営した。
2003年（平成15年）、当時の幹部に全てを全権譲渡して自らは心相氣学瀧派宗家として占術師、観相師活動を重点に活動開始。平成元年に出逢った心相氣学瀧派の瀧に師事して12年の修業後34歳時に心相氣学瀧派の看板を掲げ独立。37歳時に心相氣学瀧派宗家を名乗る事となる。
スカパー!のJLC番組『舟券学園』にて平成15、16、17年と3年連続ファイナリスト、立川談春、小畑真美（元広島カープ松本孝明夫人）、野中めぐみ（元AZオフィス）と共演していた。以来、立川談春や大仁田厚、井沢八チローとは現在も親交をもつ。当時の舟券予想師としては風貌も奇抜で際立った雰囲気と容姿も手伝ってか、視聴者からのFAXと支持はダントツで毎回トップだったらしい。平成16年の福岡大会では番組記録史上1位で優勝して福岡SG本大会では優勝。その年の丸亀大会では丸亀競艇場のグランドステージにて大観衆の前で瀬戸の大魔神と異名を取る安岐真人と共演した。後の賞金王決定戦では山田コースケと二日間（24レースを担当してプラス収支）に渡り死闘を演じた。
元力士の三杉里公似（みすぎさとこうじ）本名 岡本公似は上瀧満と従兄弟である。
台湾著書　呉仁麟（台湾執筆家）×上瀧満　三位部分三億より抜粋